# 珠江时报
《珠江时报》，是中华人民共和国广东省的一家报刊，隶属于佛山市新聞傳媒中心。该报刊于1994年1月创办，原名《南海日报》，曾为中共南海市委、南海市人民政府的官方喉舌，後并入佛山日报报业集团，并易今名，现阶段为以南海区为中心，面向佛山全市发行的都市报。

## 历史沿革
南海报社于1993年10月12日成立，1994年1月1日，由中共南海市委创刊的《南海报》正式对外出版，当时，該報是中共南海市委的機關報，每周二对外出版发行，创刊当年，报社在桂城街道、丹灶鎮、大瀝鎮建立了记者站，1997年1月更名为《南海日报》，随即开通了自己的官方网站，以向網際網路使用者推介自己的新闻资讯，提高南海市的可见性，2000年，该报社在南海市下辖的所有乡镇街道办都设立了记者站，对开8版，是广东县级行政区所发行机关报中为数不多每日出版的报纸之一:124-125。进入2001年後，《南海日报》已经成为中国大陆出版最多、广告收入最高的县报之一，其广告收入亦超过了部分地市报纸的收入水准。
2003年7月15日，中共中央办公厅及国务院办公厅发布关于报刊治理整顿的决定，广东省不少县报受此影响而停办，而《南海日报》则与同省的《顺德报》、《宝安日报》等5家报社则因经营状况良好得以保留下来，佛山日报报业集团成立後，《南海日报》与《顺德报》皆被前者有偿兼并，成为其子报社，2004年5月12日，该报还合并了《佛山晚报》，并易今名《珠江时报》。

## 内容
在作為中共南海市委的機關報期间，《南海日報》是中共南海市委、南海市人民政府向外界表達其觀點與角度的重要工具。主要刊登中共南海市委及南海市政府工作、南海市內經濟及文化建設經驗等相關的新聞報導，本地新聞占比較大。更名为《珠江时报》後，因试图成为覆盖珠三角的报纸，报刊内容一度偏离在地资讯，侧重报导佛山时政，与《佛山日报》多有雷同之处，後因收益不佳而转向报导南海区、禅城区经济社会发展为主。

## 外部連結
- 珠江时报数字报 （页面存档备份，存于）
- 珠江时报的新浪微博